# Pulau Adonara
Pulau Adonara är en ö i Indonesien.   Den ligger i provinsen Nusa Tenggara Timur, i den sydöstra delen av landet. Arean är 509 kvadratkilometer.
Öns högsta punkt är 1 658 meter över havet.